# Fistulina guzmanii
Fistulina guzmanii är en svampart som beskrevs av Brusis 1973. Fistulina guzmanii ingår i släktet Fistulina och familjen Fistulinaceae.   Inga underarter finns listade i Catalogue of Life.